# Wassyl Iwassjuk

Wappen

Wassyl Iwassjuk (ukrainisch Василь Івасюк; * 21. Januar 1960 im Dorf Dora bei Jaremtsche) ist Bischof von Kolomyia-Tscherniwzi.

## Leben
Wassyl Iwassjuk empfing am 16. August 1989 die Priesterweihe. Er wurde am 21. Juli 2000 in den Klerus der Eparchie Sokal inkardiniert.
Papst Johannes Paul II. ernannte ihn am 28. Juli 2003 zum Erzbischöflichen Exarchen von Odessa-Krim und Titularbischof von Benda. Der Erzbischof von Kiew und Großerzbischof von Kiew-Halytsch, Lubomyr Kardinal Husar MSU, spendete ihm am 28. September desselben Jahres die Bischofsweihe; Mitkonsekratoren waren Mychajlo Sabryha CSsR, Bischof von Ternopil-Sboriw, und Mychajlo Koltun, Bischof von Sokal-Schowkwa. Als Wahlspruch wählte er Господь моя сила („Der Herr ist meine Stärke“).
Am 13. Februar 2014 wurde er von Papst Franziskus zum Bischof von Kolomyia-Tscherniwzi ernannt. Die Amtseinführung fand am 22. März desselben Jahres statt.